# بينالي القاهرة الدولي للفنون
بينالي القاهرة الدولي للفنون هو معرض شامل لكافة أنواع الفنون (نحت - تصوير - فوتوغرافيا - جرافيك - فيديو - أعمال مركبة - المجسمات) تأسس سنة 1984، ويقام بالعاصمة المصرية القاهرة كل عامين (كلمة بينالي هي إيطالية الأصل وتعني معرض دوري يقام كل عامين)؛ وينظمه قطاع الفنون التشكيلية - وزارة الثقافة المصرية وفي نهاية العام 2006 عقد البينالي دورته العاشرة من 13 ديسمبر وأستمرت حتى 15 فبراير من عام 2007. بعد دورته الثانية عشرة في العام 2011 توقف البينالي لمدة 8 أعوام قبل أن يستأنف نشاطه في يونيو 2019.

## أماكن عرض البينالي
يقدم البينالي عروضه في ثلاثة أماكن بالقاهرة وهذه الأماكن هي :-
1. قصر الفنون بدار الأوبرا المصرية
2. متحف الفن المصري الحديث بدار الأوبرا المصرية
3. مركز الجزيرة للفنون بجزيرة الزمالك - القاهرة
4. وفي كثير من الاحيان يتم استخدام قاعة الهناجر كاحدى صالات العرض

## كيفية الأشتراك
- البينالي هو حدث عالمي ولا يحق للأفراد الأشتراك به إلا من خلال وزارة الثقافة المصرية حيث تختار كل دولة من جهتها الفنانين وترسل طلبا بذلك لوزارة الثقافة المصرية ويحق لكل دولة الاشتراك بثلاثة فنانين على الأكثر وكذلك لا يحق لكل فنان الا المشاركة بثلاثة أعمال على الأكثر.
- يحق لرئيس البينالي أن يتوجه بالدعوة لبعض من الفنانين للأشتراك بالبينالي كضيف شرف.
- بحسب المادة الرابعة من اللائحة فلا يحق للدول المعتدية ان تتقدم بطلب للاشتراك في البينالي